# لودفيغ هام
لودفيغ هام هو سياسي ألماني، ولد في 6 ديسمبر 1921 في كايسرسلاوترن في ألمانيا، وتوفي بنفس المكان في 20 نوفمبر 1999. نشط حزبياً في الحزب الديمقراطي الحر. وقد انتخب عضو في البوندستاغ الألماني خلال فترته النيابية ‏ (17 أكتوبر 1961 – 17 أكتوبر 1965).